# Magno Mocelin
Magno Mocelin (Curitiba, 26 de febrer de 1974) és un exfutbolista professional brasiler, que ocupava la posició de davanter.
Va començar la seua carrera al Brasil amb el Clube de Regatas do Flamengo i el 
Grêmio Foot-Ball Porto Alegrense. El 1996 dona el salt a Europa per militar al FC Groningen holandés, on romandria tres temporades.
Posteriorment, fitxa pel Deportivo Alavés, on roman cinc campanyes, normalment com a suplent. Aquesta va ser l'època daurada del club basc, tot arribant a la final de la UEFA Cup, que va perdre davant el Liverpool FC.
Després d'un breu retorn a l'Eredivisie holandesa, el 2005 marxa a Xipre per jugar amb l'AC Omonia i l'AEK Làrnaca.